# Floyd Martin
Pour les articles homonymes, voir Martin.
Floyd Martin (né le 26 juin 1929 et mort le 9 juin 2023) est un joueur canadien de hockey sur glace. Lors des Jeux olympiques d'hiver de 1956, il remporte la médaille de bronze et lors des Jeux olympiques d'hiver de 1960, il remporte la médaille d'argent.

## Palmarès
- Médaille de bronze aux Jeux olympiques de Cortina d'Ampezzo en 1956
- Médaille d'argent aux Jeux olympiques de Squaw Valley en 1960